# خوان رافاييل أليند
خوان رافاييل أليند (بالإسبانية: Juan Rafael Allende) هو كاتب وصحفي تشيلي، ولد في 24 أكتوبر 1848 في سانتياغو في تشيلي، وتوفي بنفس المكان في 20 يوليو 1909.